# Kepler-1704b
Kepler-1704b es un superjúpiter en una órbita muy excéntrica alrededor de la estrella Kepler-1704.  Tiene una masa de 4.51 MJ. La distancia del planeta a su estrella varía de 0.16 a 3.9 UA. Es un Júpiter caliente fallido, que se ha dispersado desde su órbita de nacimiento a una órbita con el periastrón justo por encima de la distancia de circularización de las mareas.

## Características
Kepler-1704b es mucho más masivo que Júpiter, con 4.51 MJ. La gran masa planetaria convierte a Kepler-1704b en un superJúpiter. Kepler-1704b realiza una órbita muy excéntrica de 2.7 años de duración (988.88 días) alrededor de su estrella, además de transitar. La extrema excentricidad produce una diferencia de temperatura de hasta 700 K.

## Estrella
La estrella, Kepler-1704, es una estrella G2 de 5745 kelvin a 825 pársecs (2690 ly) de la Tierra y el sol. Tiene una masa de 1.131  Mo, un radio de 1.697  Ro y una luminosidad de 2.83 Lo. El alto radio de la masa de la estrella sugiere que Kepler-1704 no es una estrella de la secuencia principal.